# Orientation bibliographique en botanique, phycologie et mycologie (taxinomie)

## Introduction

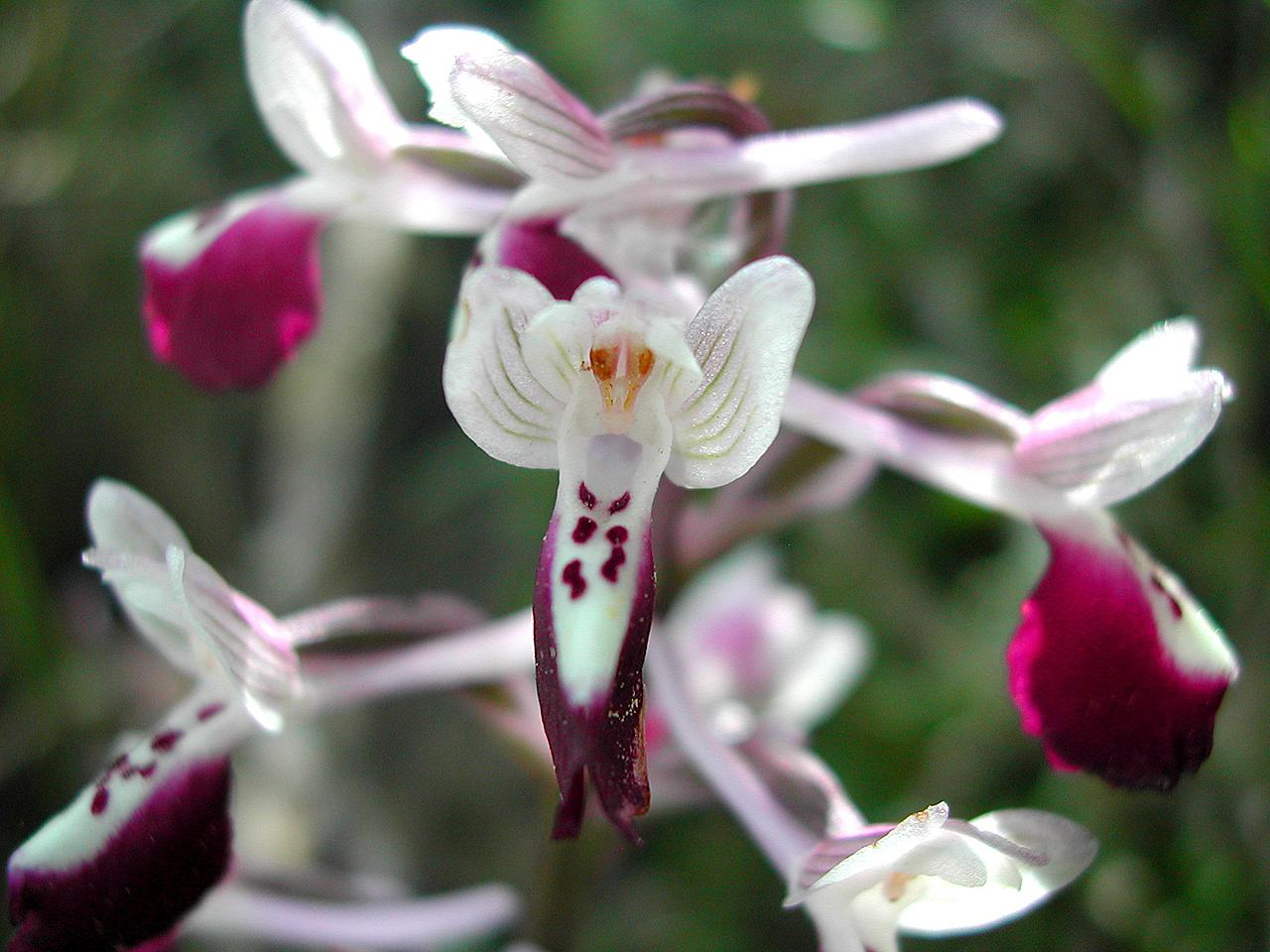
Orchis longicornu (Asparagales, Orchidaceae)

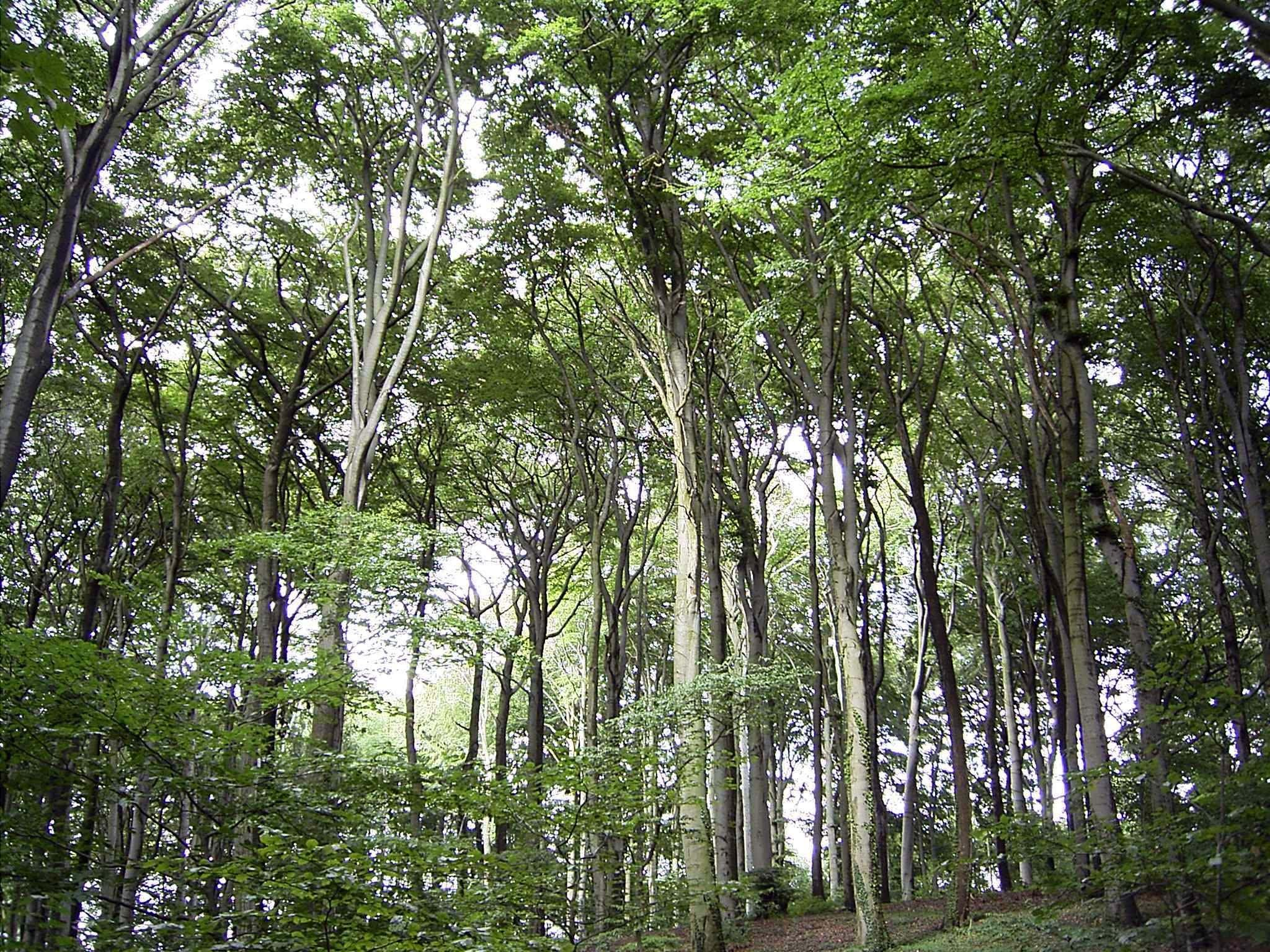
Hêtre (Fagus sylvatica, Fagales, Fagaceae)

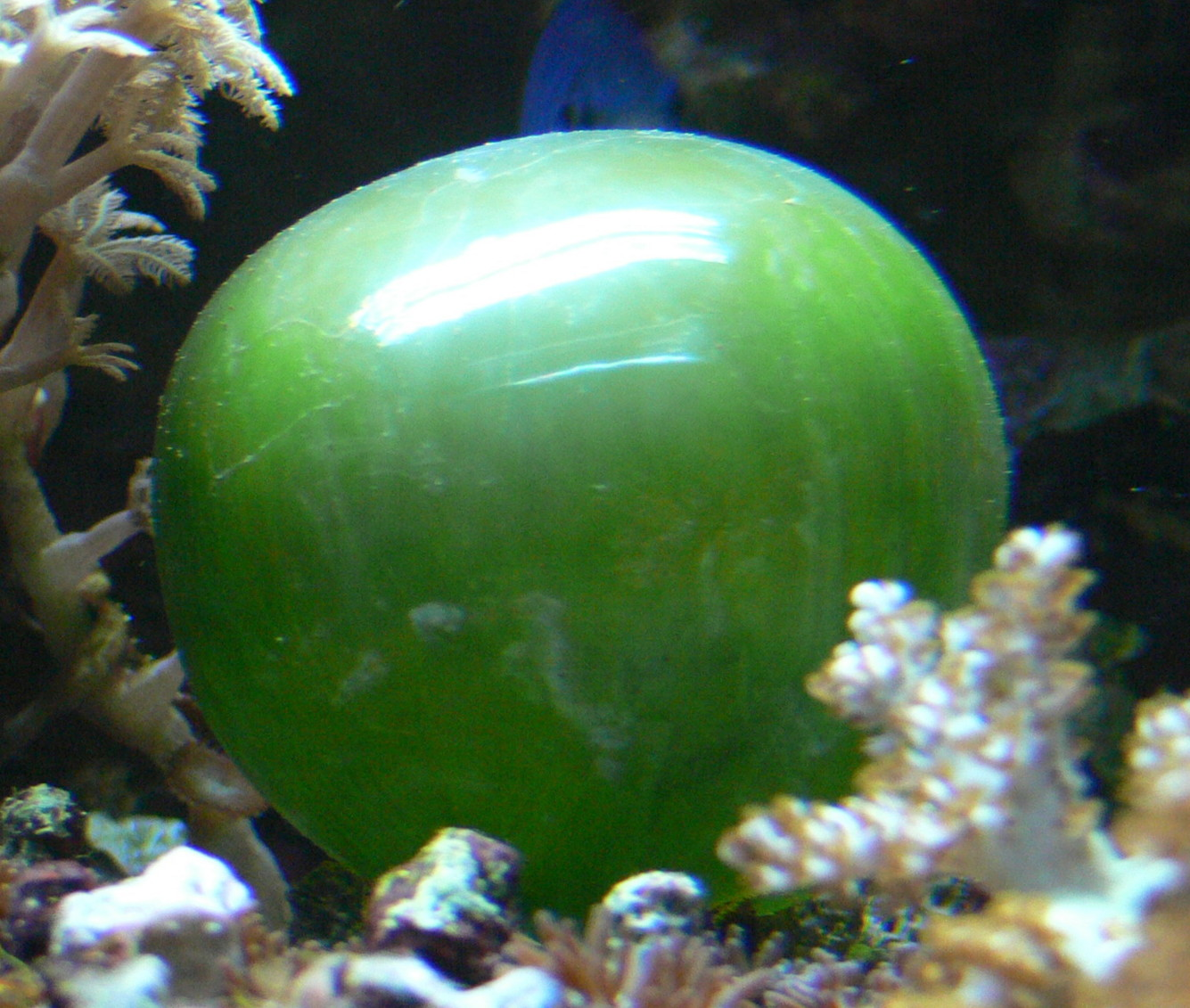
Ventricaria ventricosa (Chlorophyceae)

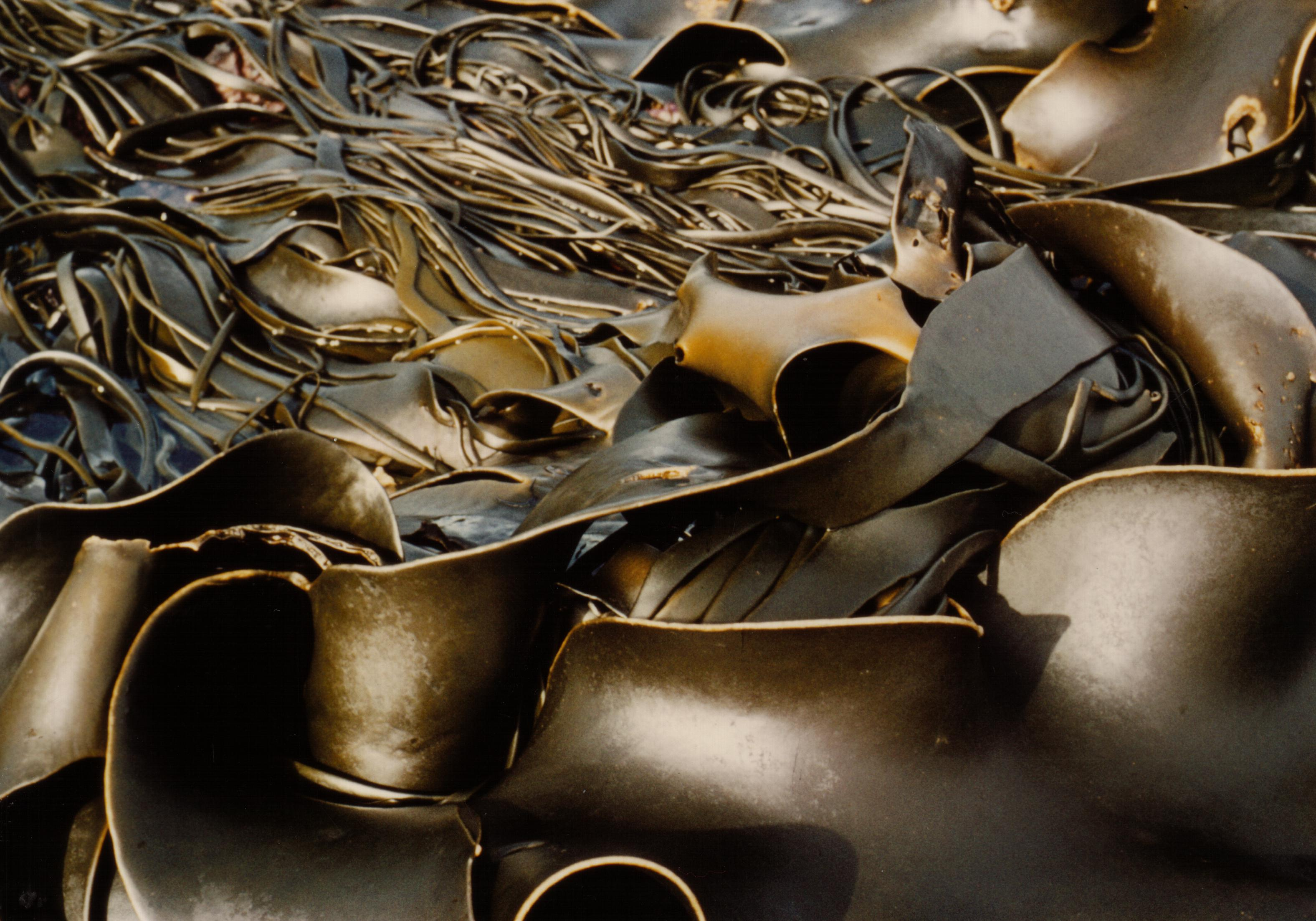
Durvillea antarctica (Phaeophyceae)

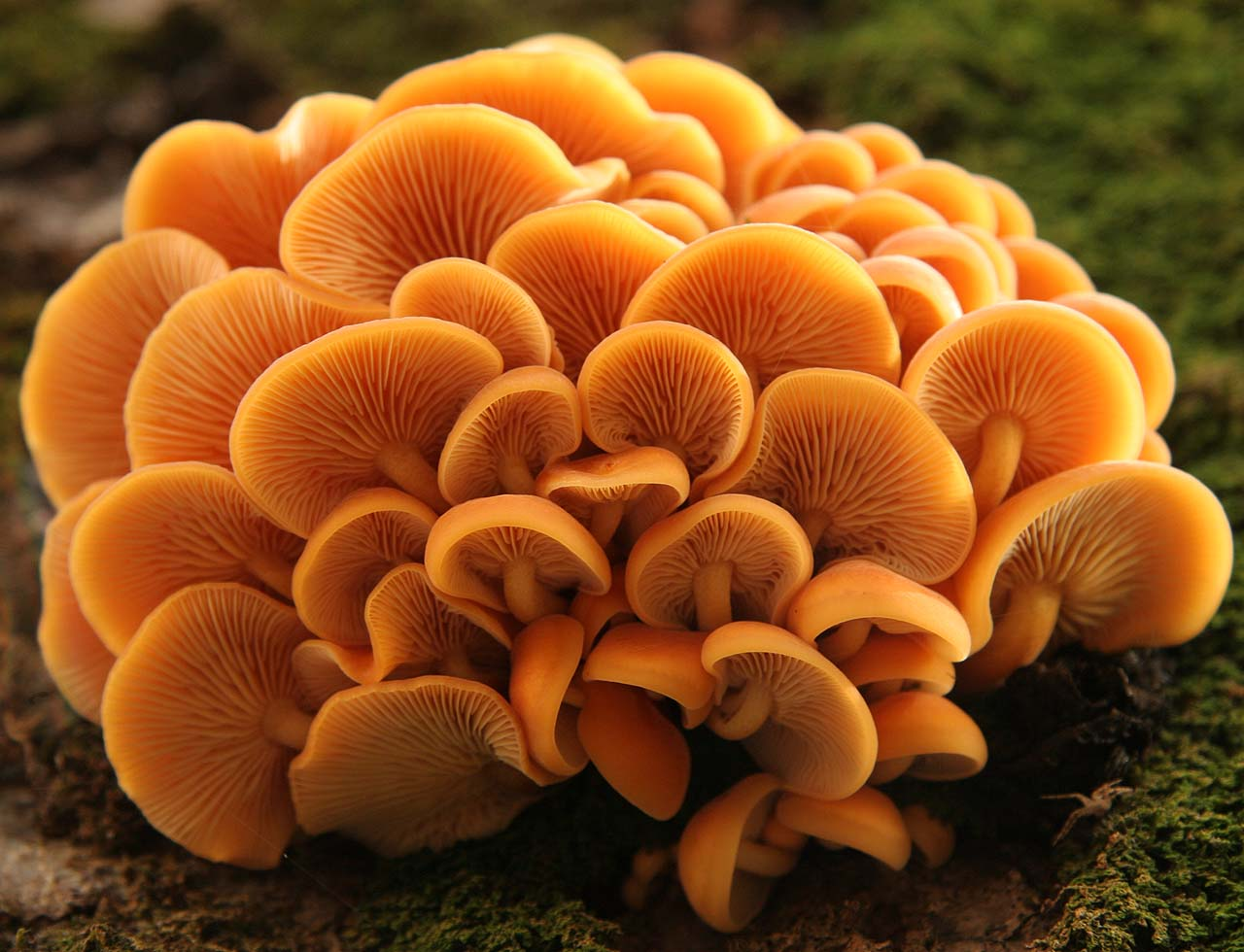
Flammulina velutipes (Basidiomycota, Agaricales, Marasmiaceae)

Cette page présente une liste de références relatives à la botanique, à la phycologie et à la mycologie, d'ouvrages, de publications ou de sites internet reconnus par la communauté scientifique comme incontournables ou majeurs, qu'ils soient généraux ou plus ciblés. Pour les sujets comportant une liste de références trop importante, se reporter aux éventuelles sous-pages plus spécialisées via les liens proposés. Pour chaque discipline elle présente les grandes lignes historiques de la littérature et cite les auteurs ayant le plus de notoriété.
Les espèces fossiles ne sont pas représentées ici. Pour des références se rapportant aux groupes disparus, consulter la page Orientation bibliographique sur l'origine et l'évolution du vivant.
La page ne traite que des organismes multicellulaires. Pour des références se rapportant aux algues unicellulaires ou au phytoplancton, consulter la page Orientation bibliographique en microbiologie.

## Botaniquegénérale

### Sites internet
- Biodiversity library
- Internet Archive (IA)
- World Taxonomist Database

Institutions :
- La Société Botanique de France

| Haut de page - Bas de page |

## Phycologiegénérale

### Sites internet
- Algaebase
- Index Nominum Algarum Bibliographia Phycologica Universalis
- World Taxonomist Database

Institutions :
- La Société Phycologique de France

| Haut de page - Bas de page |

## Mycologiegénérale

### Sites internet
- World Taxonomist Database
- Index Fungorum
- Fungi Online
- Zoosporic Fungi Online
- U.S. National Fungus Collections (BPI)
- Fungal Cell Biology Group
- The WWW Virtual Library: Mycology
- « Yeastgenome.org »(Archive.org • Wikiwix • Archive.is • Google • Que faire ?)

Institutions :
- La Société mycologique de France
- British Mycological Society
- The Mycological Society of America

| Haut de page - Bas de page |